# معزوب الدعام (الرضمة)

تعديل مصدري - تعديل

معزوب الدعام محلة تابعة لقرية الكتبة، التابعة لعزلة بني قيس بمديرية الرضمة إحدى مديريات محافظة إب في الجمهورية اليمنية.، بلغ تعداد سكانها 259 حسب تعداد اليمن لعام 2004.